# Louis Lekebusch

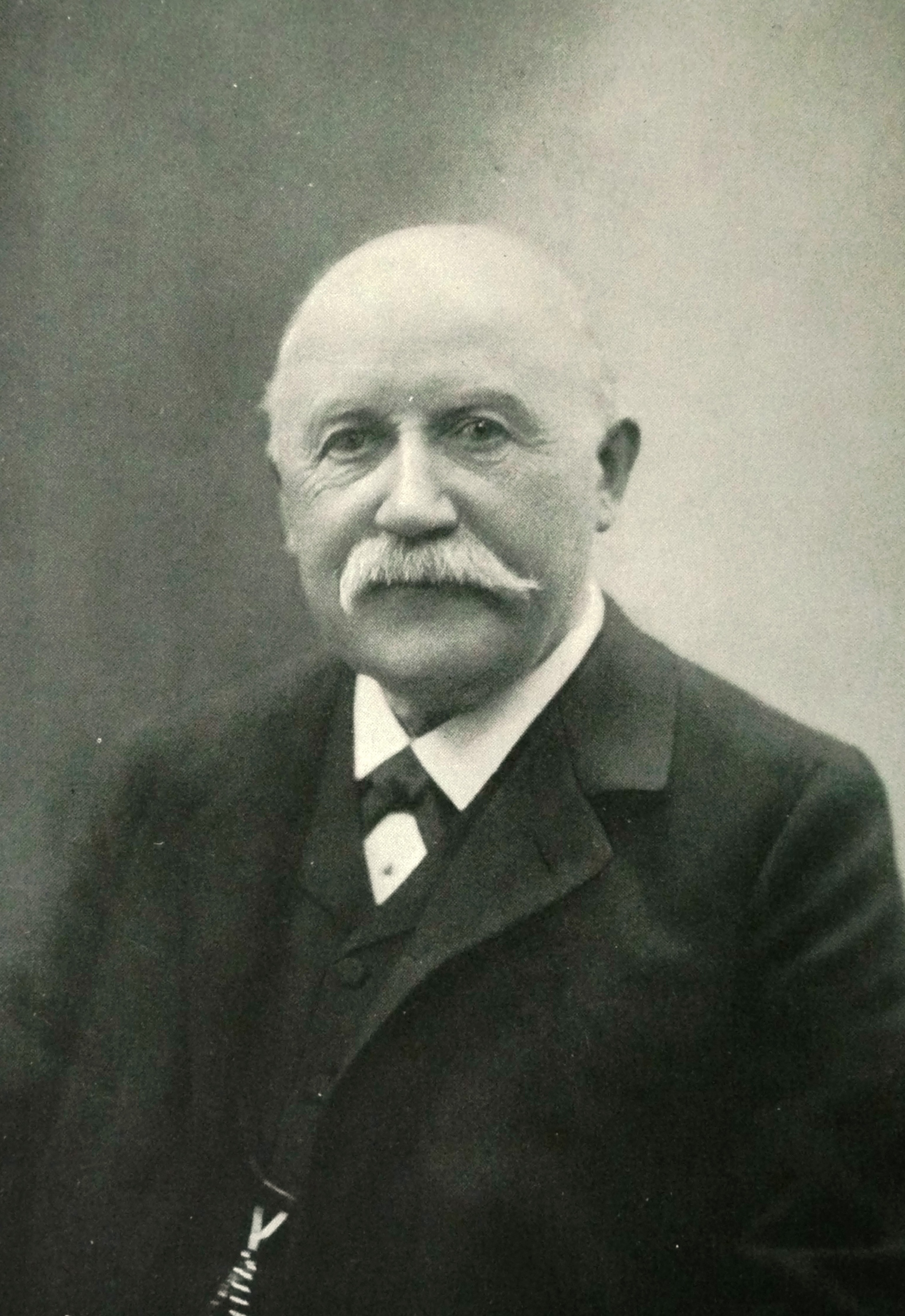
Louis Lekebusch, 1905.

Louis (Ludwig) Lekebusch (* 23. Mai 1835 in Elberfeld; † 9. Februar 1909 in Barmen) war ein deutscher Garnhändler, Kaufmann und Politiker.

## Familie
Louis Lekebusch wurde als ältestes Kind des Kaufmanns Ludwig Lekebusch (1807–1840) und dessen Ehefrau Rosalie, der Tochter des Bürgermeisters Peter Böcker zu Wermelskirchen, in Elberfeld geboren. Sein Vater war Mitinhaber der Türkisch-Rotgarnhandlung Schöler & Lekebusch in der dortigen Hofaue A.259a. Louis, die französische Form seines Namens Ludwig, geht vermutlich auf einen Verwandten des Geschäftspartners namens Louis Schöler zurück, der als Anwalt und Advokat beim Handlungsgericht in der Hofaue (B. 441) tätig war. Louis Lekebusch hatte zwei Schwestern, Emilie und Laura. Am 1. September 1840 starb der Vater nach sieben Jahren Ehe im Alter von 32 Jahren an Tuberkulose.
Die Familie Le[c]kebusch stammte vom Gut Leckebüschen nahe Quellenburg im Raum Sprockhövel. Den ältesten Schwelmer Kirchenbüchern zufolge lebte dort um die Mitte des 17. Jahrhunderts Hartleif Leckebusch. Einige Söhne dieser Familie zog es in den Raum Langerfeld, wobei sich Johann Engelbert Leckebusch auf dem Kotten Sternenberg oberhalb von Wichlinghausen niederließ.
Dessen Sohn Johann Caspar Leckebusch „zum Dieke“ war der Urgroßvater von Louis Lekebusch. Er war Pächter des Bleichgutes Dieker Hof nahe Beckacker bei Nächstebreck und wirkte als Scholarch der Lutherischen Kirchengemeinde in Wichlinghausen. Seine acht Kinder heirateten später in die Familien Wolff, Dicke, Mittelsten Schee und Braselmann. Louis’ Großvater, der Bäckermeister Johannes Leckebusch an der Ecke Westkotter/Wichlinghauser Straße in Wichlinghausen, hatte vier Kinder; den späteren Lohgerber Friedrich Leckebusch (später Werkmeister im Unternehmen seines Schwiegervaters Johann Peter Mittelsten Scheid); Johannes Leckebusch; Wilhelm Lekebusch (Kaufmann und Garnhändler) und als jüngstes Kind Ludwig Lekebusch, Vater von Louis.
Am 19. Mai 1868 heiratete Lekebusch Auguste Mittelsten Scheid, die Tochter von Friedrich Wilhelm Mittelsten Scheid (1806–1878). Im folgenden Jahr wurde ihr Sohn Friedrich Wilhelm Ludwig (Willy) geboren. Ein zweiter Sohn verstarb schon sehr früh.

## Leben
Die Familie wohnte zunächst bei der Garnhandlung in der Elberfelder Hofaue, spätestens ab 1837 in der Laurentiusstraße, wo Lekebusch die Elementarschule bei Hauptlehrer Schlupkothen besuchte. Nach dem Tod des Vaters bezog die Mutter mit ihren drei Kindern eine andere Wohnung in der Elberfelder Burgstraße.
Der Elberfelder Aufstand von 1849 hinterließ einen tiefen Eindruck bei dem fast 14-jährigen Lekebusch, der die Tumulte in Elberfeld miterlebte. Mehrere Tage lang übte ein Sicherheitsausschuss die Kontrolle über die Stadt aus, ehe der Aufstand zusammenbrach. Seine Mutter Rosalie flüchtete mit den Kindern in das benachbarte Barmen, wo sie in Wichlinghausen bei Verwandten Unterschlupf fanden. Auf dem Weg dorthin mussten sie an der Haspeler Brücke die Barrikaden überklettern. In der dortigen lutherischen Gemeinde empfing er seine Konfirmation.
Nach dem Tod der Mutter 1851 nahm Louis’ Onkel Wilhelm Lekebusch (1804–1877) aus Wupperfeld seinen Neffen am 23. April 1851 bei sich auf. Louis verbrachte seine Lehrzeit bei Lekebusch & Co. in der Berliner Straße 30. Ab 1855 trat er für ein Jahr als Volontair in das Geschäft von Louis Mettenheimer in Frankfurt am Main ein. 1861 kehrte er nach Wupperfeld zurück, wo er in dem Geschäft seines Onkels Wilhelm arbeitete und dort 1858 im Alter von 23 Jahren die Prokura erhielt. Zunächst wohnte er in der Straße Heubruch, später und nach seiner Heirat in der Berliner Straße 30.
Louis Lekebusch etablierte sich als Garnhändler in Barmen-Wupperfeld; als Teilhaber der Firma Lekebusch u. Co., Fabrik in leinenen, wollenen und baumwollenen Bändern und Garnhandlung. Sein Sohn Willy Lekebusch (1869–1919) führte mit seinem Vater und später allein die Firma auf Wupperfeld weiter.
Ab 1869 bekleidete Louis Lekebusch das Amt des Provisors im Presbyterium der Wupperfelder Gemeinde, wo er sich der Armenfürsorge der Gemeinde nach dem Elberfelder System widmete. In den 1880er Jahren und erneut von 1892 bis 1895 war er als Kirchmeister in der Gemeinde Wupperfeld für die Finanzen der Gemeinde verantwortlich. Für viele Jahre war Louis Lekebusch auch in den Vorständen der Pastoralhilfsgesellschaft, des evangelischen Vereinshauses und der Oberbarmer Kleinkinderschulen tätig; über 15 Jahre führte er die Kasse der Barmer Krankenanstalten.
1873 war er Mitbegründer der Copernikus-Gesellschaft; einer Wasserleitungsgesellschaft, die den Wasserturm Copernikusturm an der Liegnitzer Straße errichtete. Diesem sollte von Norden Wasser zugeführt werden, das den „Gesellschaftsteilnehmern“ zugutekommen sollte. Der Turm ging nach seiner Fertigstellung jedoch nicht in Betrieb, da inzwischen die Stadtverwaltung die Wasserversorgung übernommen hatte. Das Gebäude wurde vor dem Ersten Weltkrieg wieder abgerissen und diente bis dahin zum Abbrennen von Feuerwerk an Festtagen.
Von 1874 bis 1889 hatte er das Amt eines Handelsrichters inne. Zudem war er für 30 Jahre als Deputierter im „Ausschuß für die Gewerbesteuer“ und seit Einführung des neuen Einkommensteuergesetzes Mitglied der „Einschätzungs-Comission“ in Düsseldorf aktiv. Von 1888 bis 1906 war er Abgeordneter im 34., 38., 42. und 46. Provinziallandtag der preußischen Rheinprovinz für Barmen. 1904 war er Gründungsmitglied und Mitglied im Aufsichtsrat der Victoria Feuer-Versicherungs-AG in Berlin.

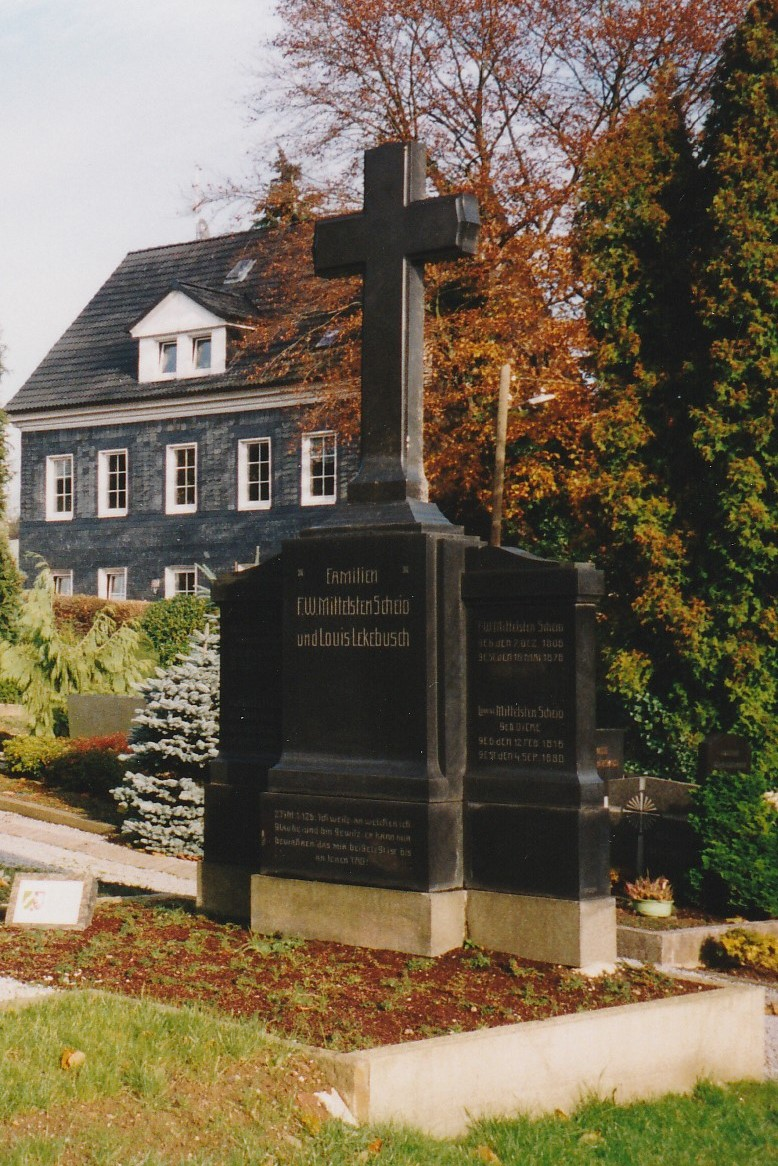
Die unter Denkmalschutz stehende Grabstätte der Fabrikantenfamilien Mittelsten-Scheid und Lekebusch.

Er war Mitglied im Verein für Kunst & Gewerbe und 1858 durch Mitgliedervorschlag und Ballotage in die Barmer Gesellschaft Concordia aufgenommen. Zudem war er 25 Jahre Mitglied der Handelskammer zu Barmen (dem Vorläufer der heutigen Industrie- und Handelskammer Wuppertal-Solingen-Remscheid) und verschiedener städtischer Ausschüsse. Als Mitglied der Verwaltung des Wupperfelder Bürgerhauses war Louis mit anderen Vorstandsangehörigen für den vierstöckigen Neubau der Einrichtung am Wupperfelder Markt beauftragt worden. Als Mitglied des Bergischen Geschichtsvereins und des Schlossbauvereins Burg an der Wupper unterstützte er den Wiederaufbau der ehemaligen Hofburg der Grafen von Berg. Nach dem Tode seines Schwiegervaters erbte Louis Lekebusch die Grundstücke an der Straße Am Diek. Er ließ das Anwesen, das später als Villa Halstenbach bekannt wurde, im größeren Stil umbauen und bezog hier 1896 seinen Alterssitz.
Lekebusch starb 1909. Er wurde auf dem evangelischen Friedhof zu Wichlinghausen (Evangelischer Friedhof Friedhofstraße) beigesetzt. Das Familiengrab Mittelsten Scheid/Lekebusch, das 1852 von der Familie erworben wurde, ist seit dem 12. Februar 1993 als Baudenkmal anerkannt und in die Denkmalliste der Stadt Wuppertal eingetragen. Der Grabstein wurde von dem Stein- und Bildhauer Friedrich Schluckebier der Ältere ausgeführt.

## Ehrungen und Auszeichnungen
Für seine Verdienste wurde er zum Königlich-Preußischen Kommerzienrat ernannt.